# Tanaka Jóko
Tanaka Jóko (田中 陽子; Hepburn: Tanaka Yōko)(Jamagucsi, 1993. július 30. vagy 1993. június 30. –) japán válogatott labdarúgó.

## Klub
A labdarúgást az INAC Kobe Leonessa csapatában kezdte. 2012 és 2014 között az INAC Kobe Leonessa csapatában játszott. 2015-ben a Nojima Stella Kanagawa Sagamihara csapatához szerződött. 88 bajnoki mérkőzésen lépett pályára és 35 gólt szerzett.

## Nemzeti válogatott
A japán U17-es válogatott tagjaként részt vett a 2008-as és a 2010-es U17-es világbajnokságon. A japán U20-as válogatott tagjaként részt vett a 2012-es U20-as világbajnokságon.
2013-ban debütált a japán válogatottban. A japán válogatottban 4 mérkőzést játszott.

## Statisztikái
2013. július 27-el bezárólag
| Válogatott | Szezon   | Mérk. | Gól |
| ---------- | -------- | ----- | --- |
| Japán      |          |       |     |
| 2013       | 4        | 0     |     |
| Összesen   | Összesen | 4     | 0   |

## Sikerei, díjai

### Klubcsapatokban
Japán bajnok (2): 2012, 2013
- INAC Kobe Leonessa (2): 2012, 2013

 Japán kupagyőztes (2):
- INAC Kobe Leonessa (2): 2012, 2013

 Japán ligakupa-győztes (1):
- INAC Kobe Leonessa (1): 2013

### A válogatottban
Japán
- U20-as világbajnokság:  Bronz; 2012
- U17-es világbajnokság:  Ezüst; 2010